# سونامو
سونامو (بالكورية: 소나무 - وتعني حرفياً: شجرة الصنوبر) هي فرقة بوب كوري من كوريا الجنوبية تضم 7 فتيات ظهرن للمرة الأولى عبر شركة تي إس إنترتينمنت بتاريخ 29 ديسمبر 2014 وأطلقوا أغنيتهم الأولى «ديجا فو». عضوات الفرقة هنّ سومن، ومنجي، ودي آنا، وناهيون، وأونجي، وهاي دي، ونيو سُن.

## تاريخ الفرقة

### 2014: أغنية ديجا فو
انطلقت الفرقة بشكل رسمي في 29 ديسمبر وأطلقوا أغنيتهم ديجا فو أثناء عرضهم الأول. حصلت الأغنية على المركز الأول في مخطط غاون الأسبوعي للإلبومات.

## عضوات الفرقة
| الاسم               | الدور                    |
| ------------------- | ------------------------ |
| جي سو مِن            | القائدة ومغنية فرعية     |
| سونغ مِن جاي         | مغنية رئيسية             |
| دي آنا (جو أون أي)  | راب                      |
| كم نا هيون          | مغنية فرعية              |
| هونغ أي جِن          | مغنية فرعية ومؤدية حركات |
| هاي دي (كم دو هي)   | مغنية رئيسية             |
| نيو سن (تشوي يُن سُن) | راب                      |

## الأعمال

### الألبومات

#### ألبوم استعراضي
| العنوان                                                                          | التفاصيل | الرتبة في مخطط الذروة | المبيعات        |
| العنوان                                                                          | التفاصيل | كوريا                 | المبيعات        |
| -------------------------------------------------------------------------------- | --- | --------------------- | --------------- |
| ديجا فو                                                                          | - الإطلاق: 29 ديسمبر 2014 - الشركة: تي إس إنترتينمنت، ولوين إنترتينمنت - الصيغة: سي دي، وتحميل قائمة الأغاني 1. "إليّ" (مقدمة) 2. "ديجا فو" 3. "نداء الحب" 4. "الأخت الوطنية الصغيرة" (국민 여동생) 5. "اذهب فقط!" (가는거야) 6. "الحب الأبدي" (아낌없이 주는 나무) | 1                     | - كوريا: 3,429+ |
| "—" تعني أن الألبوم أو الأغنية لم توضع في المخطط أو أنها لم تطلق في تلك المنطقة. | |                       |                 |

#### الأغاني الفردية
| العنوان                                                                          | السنة | الرتبة في مخطط الذروة | الألبوم |
| العنوان                                                                          | السنة | كوريا                 | الألبوم |
| -------------------------------------------------------------------------------- | ----- | --------------------- | ------- |
| "ديجا فو"                                                                        | 2014  | —                     | ديجا فو |
| "—" تعني أن الألبوم أو الأغنية لم توضع في المخطط أو أنها لم تطلق في تلك المنطقة. |       |                       |         |

## روابط خارجية
- سونامو على موقع ميوزك برينز (الإنجليزية)
- سونامو على موقع ديسكوغز (الإنجليزية)